# Prager Kammerchor
Der Prager Kammerchor (tschechisch Pražský komorní sbor) ist ein tschechischer Kammerchor, der 1990 von den Sängern des Prager Philharmonischen Chors in Prag gegründet wurde. Der Kammerchor absolvierte bisher Konzerte in Australien, Brasilien, Israel, Japan, Libanon und in vielen europäischen Ländern. Der Kammerchor nahm u. a. an der Wexford Festival Opera und am Rossini Opera Festival in Pesaro teil.